# Eugene Davy
Pour les articles homonymes, voir Davy.
Pas d'image ? Cliquez ici

a Compétitions nationales et continentales officielles uniquement.

b Matchs officiels uniquement.
Eugene O'Donnell Davy, né le 26 juillet 1904 à Dublin et mort le 11 novembre 1996 à Rathigan, est un joueur de rugby à XV qui a évolué avec l'équipe d'Irlande au poste de demi d'ouverture.

## Biographie
Eugene Davy dispute son premier test match le 14 mars 1925 contre l'équipe du pays de Galles et son dernier test match contre l'équipe d'Angleterre le 10 février 1934. Eugene Davy remporte le Tournoi des Cinq Nations de 1926 et celui de 1927. 

## Palmarès
- Vainqueur du Tournoi des Cinq Nations en 1926 et 1927

## Statistiques en équipe nationale
- 34 sélections
- 36 points (8 essais, 3 drops)
- Sélections par années : 1 en 1925, 4 en 1926, 5 en 1927, 5 en 1928, 3 en 1929, 4 en 1930, 5 en 1931, 3 en 1932, 3 en 1933, 1 en 1934
- Sept Tournois des Cinq Nations (et trois tournois britanniques à dater de 1932) disputés : 1925, 1926, 1927, 1928, 1929, 1930, 1931, 1932, 1933, 1934